# 横田誠一郎
横田 誠一郎（よこた せいいちろう、1881年（明治14年）9月 - 1920年（大正9年）4月3日）は、日本の外務官僚。岡山県新見市出身。

## 経歴

### 生い立ち
1881年（明治14年）岡山県哲多郡矢神村（現：新見市）に生まれる。地元に近い旧制・高梁中学（現・岡山県立高梁高等学校）を経て、1901年（明治34年）第六高等学校に進学、その後、1904年（明治37年）7月に同校卒業、同年に東京帝国大学法科大学政治学科へ進学した。1908年（明治41年）7月、26歳で同大学を卒業した。

### 国家公務員として
大学を卒業した翌年の1909年（明治42年）文官高等試験外交科（外交官及領事館試験）に合格した。外務省の同期には、徳川宗家17代当主の徳川家正、後に文部大臣になる岡部長景がいた。その後、初任地として中国の天津官補へ配属された。その後、外務省政務局の第二課長へ昇進したが、在任中の1920年（大正9年）4月3日に病没した。後日、国より勲四等瑞宝章が授与された。